# Colle del Colombardo
Il Colle del Colombardo o Collombardo è un valico alpino delle Alpi Graie situato in Provincia di Torino e che collega la bassa Valle di Susa con la Valle di Viù, più precisamente i comuni di Condove e di Lemie.

## Descrizione

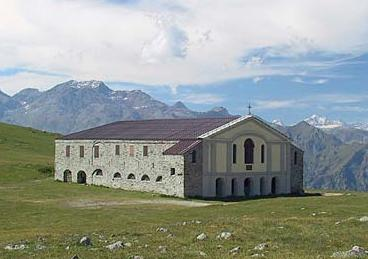
Santuario alpino della Madonna degli Angeli

Il colle si apre ad Ovest del Monte Civrari e si trova alla testata del vallone del Sessi (tributario della Dora Riparia) e del vallone del Rio Nanta (tributario della Stura di Viù). 
È raggiungibile per strada sterrata carrozzabile da Villa di Lemie (l'asfalto termina presso la borgata San Antonio, quota 1.219 m) o da Prato del Rio (Condove).
In corrispondenza del colle sorge il santuario dedicato alla Madonna degli Angeli, ancora oggi meta di pellegrinaggi mariani. Sulla facciata principale del santuario è posta una targa che recita: "Gioanni Battista Giorgis dal Forno di Lemie ergeva per voto nel 1704-5. L'indefessa generosità dei parrocchiani di Lajetto ampliando riedificava 1869-70."

## Etimologia
Secondo un'antica leggenda, nella zona del colle sono nascosti dei tesori appartenenti al popolo dei Longobardi. Quando i Franchi, guidati dal loro re Carlo Magno, li scacciarono dal nord Italia dopo due secoli di dominio con la decisiva battaglia delle Chiuse (combattuta nel 773 all'imbocco della Val di Susa tra i contrafforti del vicino monte Pirchiriano e della Rocca Sella), alcuni di questi guerrieri in fuga trovarono riparo sui monti di Condove. Essi diedero vita così a un nuovo stanziamento che venne naturale chiamare il colle Longobardo, successivamente abbreviato in Colombardo.
A testimonianza di questo insediamento umano esiste, in prossimità del colle verso ovest, un modesto rilievo a forma di "panettone" chiamato Tomba di Matolda (2.084 m), in cui secondo una leggenda fu sepolta una principessa barbara.
Le voci sul presunto tesoro dei Longobardi sembrano trovare conferma in certi ritrovamenti che sarebbero stati fatti da taluni pastori di Lemie, nel versante della Valle di Viù, sul finire dell'Ottocento.

## Escursionismo

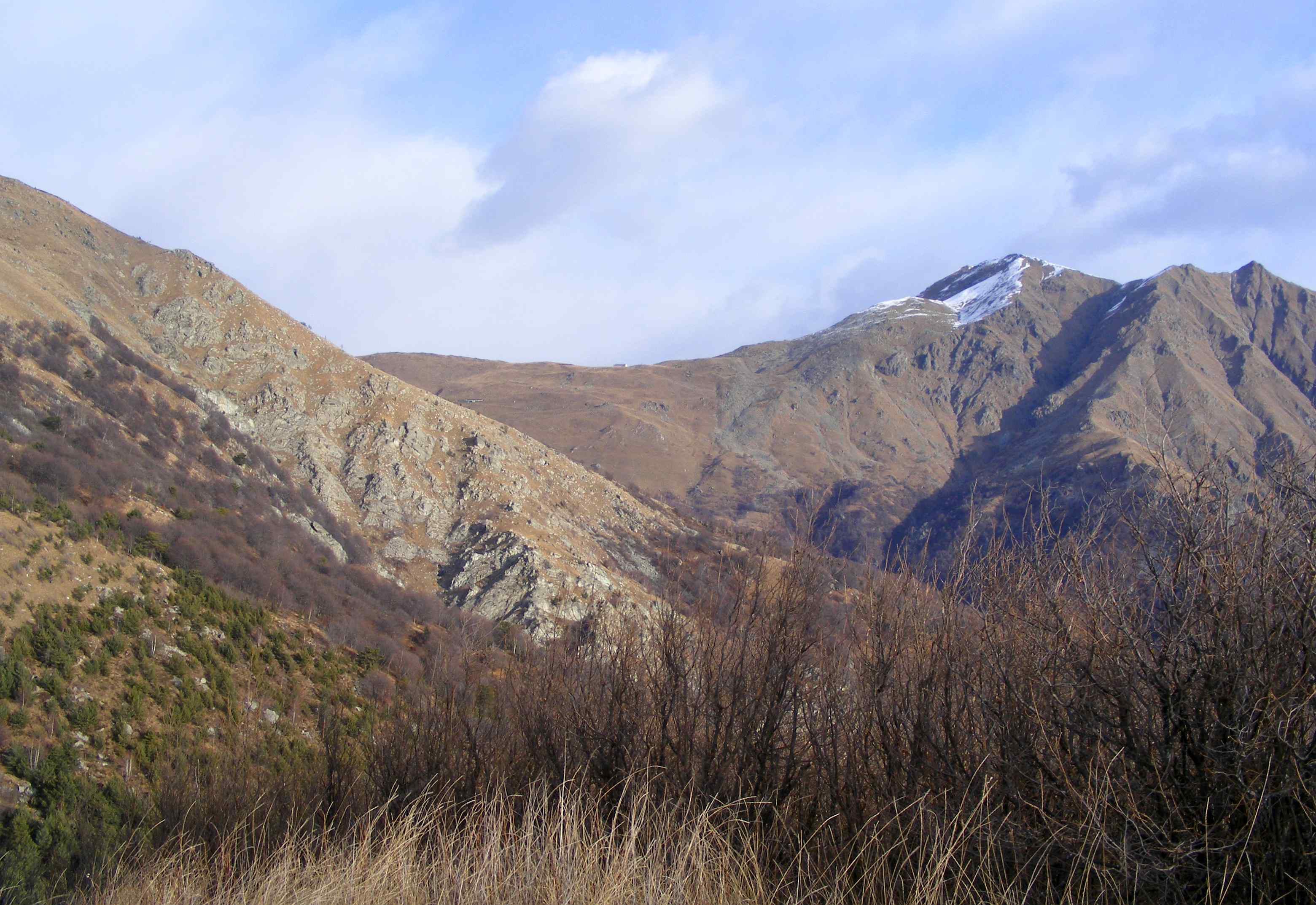
Il colle dal Truc Castelletto

È possibile salire al colle dalla borgata Pratobotrile di Condove seguendo il sentiero TOS569 (classico per la salita al Collombardo) oppure il TOS522A e TOS522 che salgono alla sinistra orografica del torrente Sessi.
Dal colle è raggiungibile per sentiero il Monte Civrari. 
La salita al Colombardo, sia dal lato valsusino che dalla Valle di Viù, è un classico della MTB.
Ogni estate, dal 1977, l'iniziativa "Voromie bin a le montagne" ("Amiamo le montagne") porta migliaia di escursionisti attraverso la valle fino al consueto punto d'arrivo del valico del Collombardo.
Dal 2015 in occasione di "Voromie bin a le montagne"  si svolge la "Corsa al Collombardo", con partenza da Pratobotrile e arrivo al colle.